# Чемпионат России по биатлону 1998/1999
Чемпионат России по биатлону сезона 1998/1999 проводился под эгидой Союза биатлонистов России и стал седьмым в истории после распада СССР.
Основная часть турнира прошла в марте 1999 года в Новоуральске, где были разыграны комплекты наград в трёх дисциплинах — спринте, гонке преследования и эстафете.
Также в ходе сезона в рамках этапов Кубка России были разыграны награды чемпионата страны в индивидуальной гонке, гонке патрулей и командной гонке[уточнить].

## Результаты
| Гонка                                                                           | Мужчины | Женщины |
| Спринт 19 марта 1999 Женщины: 7,5 км 19 марта 1999 Мужчины: 10 км               | 1. Владимир Бехтерев 26:52.8 (1) 2. Владимир Драчёв +7.9 (2) 3. Дмитрий Ярошенко +9.1 (1) 4. Павел Вавилов 5. Константин Попов 6. Вячеслав Кунаев Протоколы | 1. Светлана Черноусова 24:46.1 (3) 2. Ирина Дьячкова +3.3 (2) 3. Надежда Таланова +15.8 (3) 4. Лилия Ефремова 5. Ольга Зайцева 6. Наталья Левченкова Протоколы |
| Гонка преследования 20 марта 1999 Женщины: 12,5 км 20 марта 1999 Мужчины: 15 км | 1. Павел Вавилов 36:49.2 (2) 2. Вячеслав Кунаев +35.8 (2) 3. Владимир Бехтерев +1:05.6 (4) 4. Эдуард Усаньков 5. Андрей Волков 6. Дмитрий Ярошенко Протоколы | 1. Ирина Дьячкова 37:10.6 (5) 2. Наталья Соколова +17.7 (3) 3. Лилия Ефремова +51.4 (5) 4. Светлана Черноусова 5. Мария Стреленко 6. / Светлана Ишмуратова Протоколы |
| Эстафета 21 марта 1999 Женщины: 4 х 7,5 км 21 марта 1999 Мужчины: 4 х 10 км     | 1. ХМАО 1:30:28.0 (Владимир Бехтерев, Владимир Береснев, Эдуард Рябов, Виктор Майгуров) 2. Тюменская область +25.0 (Владимир Григорьев, Павел Вавилов, Михаил Журавлёв, Андрей Волков) 3. Санкт-Петербург +49.0 (Николай Доброхвалов, Владимир Драчёв, Сергей Просвирнин, Вячеслав Кунаев) Протоколы | 1. / Смоленск/Москва 1:50:40.0 (Наталья Левченкова, Светлана Ишмуратова, Ольга Зайцева, Надежда Таланова) 2. Санкт-Петербург +39.0 (Ольга Анисимова, Мария Стреленко, Елена Маслова, Юлия Кондратьева) 3. / ХМАО/Новоуральск +1:06.0 (Ольга Козлова, Наталья Соколова, Анастасия Очагова, Ирина Дьячкова) Протоколы |
| Индивидуальная гонка                                                            | нет данных | нет данных |
| Гонка патрулей                                                                  | нет данных | нет данных |
| Командная гонка                                                                 | нет данных | нет данных |